# Beast Games
Beast Games ou Les Jeux De La Bête au Canada est une série télévisée créée par Jimmy "MrBeast" Donaldson, Tyler Conklin, Sean Klitzner et Mack Hopkins. Organisée par Donaldson, Beast Games suit 1 000 participants — la plus grande distribution d’une émission de téléréalité — alors qu’ils se disputent le prix de 5 millions de dollars, annoncé comme l’un des plus grands prix individuels dans l’histoire de la télé-réalité.
Inspiré par la série Squid Game et la vidéo virale de Donaldson "$456,000 Squid Game in Real Life!,,," , les deux premiers épisodes de Beast Games ont été publiés sur Amazon Prime Video le 19 décembre 2024, et la série complète se composera de dix épisodes publiés chaque semaine le jeudi. Le même jour, Jimmy Donaldson a également publié l’essai pour le jeu télévisé sur sa chaîne YouTube intitulée "2,000 People Fight for $5,000,000" où il réduit le nombre de personnes participant à une série de défis de 2,000 à 1,000.
Le vainqueur de la saison 1 est le joueur 831 et remporte la somme de 10 millions de $.

## Épisodes
- Episode 1 : 1 000 participants s'affrontent pour 5 000 000 $
- Episode 2 : 500 personnes piégées dans ma ville
- Episode 3 : L'Expérience de l'isolement
- Episode 4 : Le ticket en or
- Episode 5 : Battez-vous pour remporter une île privée
- Episode 6 : Physique, Mental, Hasard... Votre choix
- Episode 7 : Le train de l'élimination
- Episode 8 : Trahissez votre ami pour 1 000 000 $
- Épisode 9 : Achetez votre place pour la finale
- Épisode 10 : Un pile ou face pour 10 000 000 de dollars.

## Production

### Développement
Le 18 mars 2024, Jimmy Donaldson, également connu sous le nom de MrBeast, a annoncé qu’il avait obtenu un contrat de 100 millions de dollars avec Amazon MGM Studios pour produire une série télévisée de réalité intitulée Beast Games pour Prime Video. La série a été créée par Donaldson, Tyler Conklin, Sean Klitzner et Mack Hopkins. Les demandes pour le spectacle ont commencé le 5 mai 2024. Donaldson est l’hôte et le producteur exécutif. On rapporte que le budget de Beast Games dépasse les 100 millions de dollars.

### Tournage
Le tournage a commencé avec la première ronde, qui s’est déroulée du 18 au 22 juillet 2024 à l’intérieur de l’Allegiant Stadium de Las Vegas, et qui a rassemblé 2 000 participants. Cette ronde est publiée sur YouTube. Le deuxième tour qui a été présenté dans les quatre premiers épisodes de la série télévisée a été filmé avec les 1000 participants restants à Downsview Park Studios à Toronto, en Ontario, au Canada en août de cette année.

### Critiques et questions juridiques
Les participants se sont plaints de ne pas avoir accès à la nourriture, à l’eau, aux médicaments et aux lits pendant la production du spectacle. Des dizaines de personnes ont également signalé que diverses blessures avaient été infligées pendant les premières séances de tournage, ainsi que des mauvais traitements, du harcèlement sexuel et le fait de ne pas être rémunérés pour les heures supplémentaires. Le 16 septembre 2024, une action collective a été déposée à la Cour supérieure de Los Angeles.
Selon un rapport de décembre 2024 de Rolling Stone sur les conditions de travail pour Beast Games publié plus tôt ce mois-là, une partie de l’extérieur d’une tour est tombée sur un membre de l’équipe le 11 septembre 2024. Plus tard ce mois-là, le ministère du Travail de l’Ontario a confirmé qu’il avait ouvert une enquête sur un incident industriel survenu sur les lieux le 11 septembre 2024. Il a indiqué que deux des employeurs, Blink 49 Studios et Manhattan Beach Studios, ont chacun reçu une « exigence ». Le service de police de Toronto a également publié une déclaration selon laquelle il avait été appelé pour l’incident, mais qu’il n’y avait pas d’enquête parce qu’il n’y avait pas d’élément criminel.

## Distribution
Adapté du communiqué de presse d’Amazon MGM Studios. Les présentateurs et producteurs sont les suivants :

### Présentateurs
- Jimmy Donaldson (animateur)
- Chandler Hallow (co-animateur)
- Nolan Hansen (co-animateur)
- Karl Jacobs (co-animateur)
- Tareq Salameh (co-animateur)
- Mack Hopkins (co-animateur)
- Cody Owen (co-animateur)
- Casey Owen (animateur)
- Kendall Owen (animateur)

### Producteurs
- Applications Matt
- Joe Coleman
- Tyler Conklin
- Michael Cruz
- Jimmy Donaldson
- Keith Geller
- Mack Hopkins
- Chris Keiper
- Sean Klitzner
- Josué Kulic
- Rachel Skidmore
- Charles Wachter

## Sortie
La vidéo de qualification "2 000 Personnes S’affrontent Pour 5 000 000 $" est publiée sur YouTube le 19 décembre 2024. Beast Games fait ses débuts sur Amazon Prime Video le 19 décembre 2024 et se compose de dix épisodes, publiés chaque semaine.

## Réception
Sur le site d’agrégation de critiques Rotten Tomatoes, la série a un taux d’approbation de 13% basé sur 8 critiques, avec une note moyenne de 3.8/10.
La série a été mal reçue après la sortie de ses deux premiers épisodes. Plusieurs critiques ont critiqué la performance de Donaldson comme étant bruyante et superficielle, ainsi que le manque d’attention des participants. IGN, The Guardian et Vox ont critiqué la série pour avoir suivi de près les prémisses de Squid Game tout en ignorant le message de l’émission,.
Katie Notopoulos de Business Insider a apprécié le spectacle, mais elle craignait que cela ne communique aux enfants l’absence de valeur monétaire. Metacritic, qui utilise une moyenne pondérée, a attribué un score de 38 sur 100 basé sur 5 critiques, indiquant des commentaires "généralement défavorables".